# Ajibarang Wetan
Ajibarang Wetan is een bestuurslaag in het regentschap Banyumas van de provincie Midden-Java, Indonesië. Ajibarang Wetan telt 5858 inwoners (volkstelling 2010).